# Naglfar (vaixell)

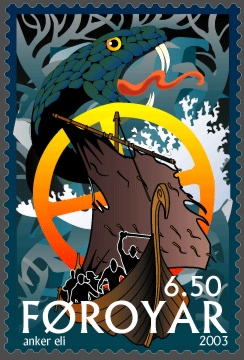
El Naglfar encapçalant la marxa cap al Ragnarök. Darrere hi ha la serp Jörmungand. D'un segell de Anker Eli Petersen de l'any 2003 per la Postverk Føroya (serveis postals de les illes Fèroe).

El Naglfar (en nòrdic antic Vaixell d'ungla) és el vaixell de la mort de la mitologia nòrdica. Se'ns descriu com el vaixell més gran de tots els temps i pertany al Muspell. El Naglfar és citat, sobretot, en relació amb el Ragnarök. El text de la Vǫlospá es pot interpretar en el sentit que aquest vaixell és avarat per la inundació que provoca el drac còsmic, Miðgarðsormr o Jǫrmungandr. Aquest vaixell portarà una part dels enemics dels déus cap a l'última i gran batalla. Depenent de la font, al timó hi anirà o bé el gegant Hrymr (segons la Gylfaginning) o l'ans Loki (segons la Völuspá).
El Naglfar està fet amb les ungles dels morts. Per això Snorri Sturluson parla a la Gylfaginning de la necessitat de tallar les ungles als morts, a fi de retardar l'enllestiment del vaixell i contribuir d'aquesta manera a retardar també l'arribada del Ragnarök. En Jacob Grimm va prendre aquestes idees per a la seva Mitologia Alemanya, obra en la qual va interpretar el Ragnarök com la descripció d'una escatologia llunyana: 
| « | Amb això es pretén expressar la immensa llunyania del Ragnarök i el seu lent adveniment: Fins que no s'enllesteixi un vaixell així, fet amb els bocinets de les ungles dels cadàvers, passarà molt i molt de temps, i la conclusió del vaixell encara es retardarà més per l'advertiment admonitori de tallar les ungles a tots els morts abans de la incineració o de l'enterrament. | » |

Hi ha investigadors que creuen que Naglfar o "vaixell d'ungla" no és la designació originària d'aquest vaixell mític, sinó que aquesta forma representa una forma que presumptivament es degué originar en temps de Snorri i es basaria en una reinterpretació, per etimologia popular d'un mot originari subjacent.
Aquest mot podria haver estat format amb el nòrdic antic nagli (clau) i far (nau, vaixell): seríem, doncs, davant un vaixell de claus de ferro -o sigui, un vaixell totalment de ferro- més que no pas davant un vaixell les planxes de fusta del qual estan unides amb claus de ferro.
Una altra versió veu originàriament darrere el constituent nagl- la paraula que designava el cadàver humà i que en norrè occidental antic és nár. Aquest mot té paral·lels en altres llengües germàniques: així, tenim el substantiu gòtic de tema en -i naus(mort, cadàver) i l'anglès antic né[o]- que només apareix a compòsits, que ens permeten de reconstruir un substantiu germànic, de tema en -i, *nawiz ‘cadàver’. Malgrat l'aparent semblança formal i semàntica, el germànic *nawiz ‘cadàver’ no està pas emparentat amb el grec antic ὁ νέκυς νέκυος ‘cadàver’ ni la família del llatí necāre, nocēre, nex. Fora del germànic, el mot presenta els paral·lels del letó nāve fem. ‘mort fem., cadàver’ i la família representada pel rus (dialectal) навь, навье, навий, навей ‘cadàver, mort’.